# Diederik Wissels
Diederik Wissels (Rotterdam, 6 dicembre 1960) è un musicista olandese.
Inizia a suonare il piano fin da bambino  e diventerà una figura importante del panorama della musica jazz.

## Biografia
Nel 1968, si trasferisce con la famiglia a Bruxelles dove frequenta la scuola europea. Nel 1978 il suo amore per la musica lo spinge ad iscriversi al prestigioso Berklee College of Music di Boston. Suonerà con Chet Baker, Joe Henderson e Toots Thielemans. 
Nel 1992 formerà un duo con David Linx e nel 1994 otterrà in Francia il “Choc de l'année Jazzman” per The Hillock Songstress. Nel 1996 esce l'album “Up Close”  e nel 1998 “Bandarkâh”. Nel 2001 esce un nuovo album Streams  in collaborazione con il sassofonista Bart Defoort e con David Linx pubblica l'album “Heartland”.

## Premi e riconoscimenti
Nel 2005 l'album “One Heart, Three Voices” riceve il “Grand prix de l'Académie Charles-Cros” il "Premio Adami" ed il “Prix du Musicien Européen de l'Académie du Jazz”.
Nel 2006 riceve il " Django d'Or award ".
Il 9 aprile 2014 riceve il premio Octaves de la musique con David Linx nella categoria Jazz.